# Titanio mortualis
Titanio mortualis là một loài bướm đêm trong họ Crambidae.